# Xihu (köping i Kina, Shandong, lat 35,45, long 119,24)
Xihu (kinesiska: 西湖镇, 西湖) är en köping i Kina. Den ligger i provinsen Shandong, i den östra delen av landet, omkring 240 kilometer sydost om provinshuvudstaden Jinan. Xihu ligger vid sjön Rizhao Shuiku.
Genomsnittlig årsnederbörd är 978 millimeter. Den regnigaste månaden är juli, med i genomsnitt 292 mm nederbörd, och den torraste är januari, med 9 mm nederbörd.